# Jarrie
Jarrie es una localidad y comuna de Francia, situada en el Departamento de Isère y en la región Ródano-Alpes.

## Geografía
La comuna de Jarrie está próxima a Vizille, Grenoble y Champ-sur-Drac.
Forma parte de la aglomeración de Champ-sur-Drac.
La línea ferroviaria de la S.N.C.F Grenoble-Veynes-Gap-Briançon para en la localidad, en la estación de "Jarrie-Vizille".
Los habitantes de Jarrie se denominan en francés Jarrois.

## Administración
Lista de los alcaldes sucesivos
- Anne Le Gloan  (UMP) Consejera General

## Demografía
| 2136 | 2084 | 2009 | 2807 | 3809 | 4009 |
| Para los censos de 1962 a 1999 la población legal corresponde a la población sin duplicidades (Fuente: INSEE [Consultar]) |      |      |      |      |      |

## Lugares de interés y monumentos
El castillo de Bon Repos y la reserva natural del Estanque de Haute-Jarrie

## Hermanamientos
- España Macael.